# Jura Elektroapparate
Jura Elektroapparate AG je švýcarská společnost, kterou v roce 1931 založil mechanik Leo Henzirohs-Studer (1902–1984).

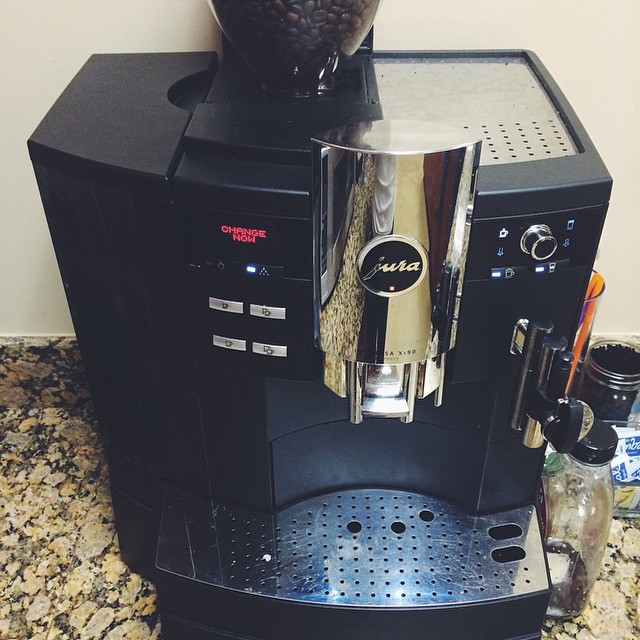
Kávovar Jura

Vlastní produkce byla v 90. letech 20. století ukončena. Dále jsou produkty vyráběny externími výrobci. Jméno Jura je odvozeno od místa prvního výrobního závodu Gebirgszug Jurasüdfuß.
Dnes je společnost Jura známa zejména díky automatickým kávovarům. Vlastní výroba je prováděna v závodech Eugster/Frismag AG in Romanshorn. Firma Eugster/Frismag AG vyrábí i pro jiné značky jako například Siemens, Bosch nebo AEG či Nespresso.
Automatické kávovary jsou distribuovány do celého světa. Německo - Norimberk/centrála, Grainau/gastro, Singen/servis, Rakousko - Rothis,Vorarlberg a jiné. V České republice je společnost zastoupena společností JURA Czech, se sídlem v Praze.
Od roku 2006 je společnost Jura partnerem švýcarského tenisty Rogera Federera. V roce 2008 bylo partnerství prodlouženo do roku 2016.